# Kévin Denkey
Ahoueke Steeve Kévin Denkey (Lomé, 30 novembre 2000) è un calciatore togolese, attaccante del FC Cincinnati e della nazionale togolese.

## Caratteristiche tecniche
Centravanti forte fisicamente, bravo nel gioco aereo e dotato di un buon fiuto per il gol. Viene paragonato all'ex calciatore Emmanuel Adebayor.

## Carriera

### Club

#### Nimes
Cresciuto nel settore giovanile del Nîmes, ha esordito in prima squadra il 13 gennaio 2017 in occasione dell'incontro di Ligue 2 pareggiato 0-0 contro il Le Havre. Gioca una stagione e mezza in Ligue 1, collezionando 27 presenze e 4 reti.

#### Cercle Bruges
Il 10 gennaio 2021 viene ceduto al Cercle Bruges per 2 milioni di euro. Le prime due stagioni in Belgio viaggia a una media di 10 reti a stagione si rivela concreto in zona goal e anche ad assistere i compagni 12 assist. La stagione 2023-2024 è di slancio per l'attaccante che in 39 presenze,realizza ben 28 reti tra campionato e coppa.

#### Cincinnati
Il 21 novembre 2024 viene ufficializzato il passaggio dell'attaccante al FC Cincinnati per circa 15 milioni di euro con un contratto di 4 anni con opzione di rinnovo, entrerà a far parte della squadra poi con l'apertura della finestra invernale di gennaio. Denkey diventa così il calciatore più pagato della storia dell'MLS.

### Nazionale
Il 9 settembre 2018 ha esordito con la nazionale togolese disputando il match di qualificazione per la Coppa d'Africa 2019 pareggiato 0-0 contro il Benin.

## Statistiche

### Presenze e reti nei club
Statistiche aggiornate al 19 agosto 2025.
| Stagione             | Squadra              | Campionato           | Campionato | Campionato | Coppe nazionali | Coppe nazionali | Coppe nazionali | Coppe continentali | Coppe continentali | Coppe continentali | Altre coppe | Altre coppe | Altre coppe | Totale | Totale |
| Stagione             | Squadra              | Comp                 | Pres       | Reti       | Comp            | Pres            | Reti            | Comp               | Pres               | Reti               | Comp        | Pres        | Reti        | Pres   | Reti   |
| -------------------- | -------------------- | -------------------- | ---------- | ---------- | --------------- | --------------- | --------------- | ------------------ | ------------------ | ------------------ | ----------- | ----------- | ----------- | ------ | ------ |
| 2016-2017            | Nîmes 2              | CN3                  | 14         | 7          | -               | -               | -               | -                  | -                  | -                  | -           | -           | -           | 14     | 7      |
| 2017-2018            | Nîmes 2              | CN3                  | 32         | 7          | -               | -               | -               | -                  | -                  | -                  | -           | -           | -           | 18     | 7      |
| 2018-gen. 2019       | Nîmes 2              | CN2                  | 16         | 11         | -               | -               | -               | -                  | -                  | -                  | -           | -           | -           | 16     | 11     |
| Totale Nîmes 2       | Totale Nîmes 2       | Totale Nîmes 2       | 48         | 25         |                 | -               | -               |                    | -                  | -                  |             | -           | -           | 48     | 25     |
| gen.-giu. 2019       | AS Béziers           | L2                   | 11         | 1          | -               | -               | -               | -                  | -                  | -                  | -           | -           | -           | 11     | 1      |
| 2019-2020            | Nîmes                | L1                   | 17         | 3          | CF              | 2               | 0               | -                  | -                  | -                  | -           | -           | -           | 19     | 3      |
| 2020-gen. 2021       | Nîmes                | L1                   | 10         | 1          | CF              | 0               | 0               | -                  | -                  | -                  | -           | -           | -           | 10     | 1      |
| Totale Nîmes         | Totale Nîmes         | Totale Nîmes         | 27         | 4          |                 | 2               | 0               |                    | -                  | -                  |             | -           | -           | 29     | 4      |
| gen.-giu. 2021       | Cercle Bruges        | D1                   | 13         | 2          | CB              | 3               | 1               | -                  | -                  | -                  | -           | -           | -           | 16     | 3      |
| 2021-2022            | Cercle Bruges        | D1                   | 28         | 6          | CB              | 1               | 1               | -                  | -                  | -                  | -           | -           | -           | 29     | 7      |
| 2022-2023            | Cercle Bruges        | D1                   | 38         | 11         | CB              | 2               | 2               | -                  | -                  | -                  | -           | -           | -           | 40     | 13     |
| 2023-2024            | Cercle Bruges        | D1                   | 38         | 27         | CB              | 1               | 1               | -                  | -                  | -                  | -           | -           | -           | 37     | 28     |
| 2024-gen. 2025       | Cercle Bruges        | D1                   | 17         | 10         | CB              | 1               | 0               | UEL+UECL           | 4+6                | 0+5                |             | -           | -           | 28     | 15     |
| Totale Cercle Bruges | Totale Cercle Bruges | Totale Cercle Bruges | 134        | 56         |                 | 8               | 5               |                    | 10                 | 5                  |             | -           | -           | 150    | 66     |
| 2025                 | FC Cincinnati        | MLS                  | 21         | 13         | -               | -               | -               | CCC                | 4                  | 2                  | LC          | -           | -           | 25     | 15     |
| Totale carriera      | Totale carriera      | Totale carriera      | 241        | 99         |                 | 10              | 5               |                    | 14                 | 7                  |             | -           | -           | 265    | 111    |

### Cronologia presenze e reti in nazionale
| Cronologia completa delle presenze e delle reti in nazionale ― Togo | Cronologia completa delle presenze e delle reti in nazionale ― Togo | Cronologia completa delle presenze e delle reti in nazionale ― Togo | Cronologia completa delle presenze e delle reti in nazionale ― Togo | Cronologia completa delle presenze e delle reti in nazionale ― Togo | Cronologia completa delle presenze e delle reti in nazionale ― Togo | Cronologia completa delle presenze e delle reti in nazionale ― Togo | Cronologia completa delle presenze e delle reti in nazionale ― Togo |
| Data                                                                | Città                                                               | In casa                                                             | Risultato                                                           | Ospiti                                                              | Competizione                                                        | Reti                                                                | Note                                                                |
| ------------------------------------------------------------------- | ------------------------------------------------------------------- | ------------------------------------------------------------------- | ------------------------------------------------------------------- | ------------------------------------------------------------------- | ------------------------------------------------------------------- | ------------------------------------------------------------------- | ------------------------------------------------------------------- |
| 9-9-2018                                                            | Lomé                                                                | Togo                                                                | 0 – 0                                                               | Benin                                                               | Qual. Coppa d'Africa 2019                                           | -                                                                   | 79’                                                                 |
| 12-10-2018                                                          | Lomé                                                                | Togo                                                                | 1 – 1                                                               | Gambia                                                              | Qual. Coppa d'Africa 2019                                           | 1                                                                   | 58’                                                                 |
| 16-10-2018                                                          | Bakau                                                               | Gambia                                                              | 0 – 1                                                               | Togo                                                                | Qual. Coppa d'Africa 2019                                           | -                                                                   |                                                                     |
| 16-11-2018                                                          | Lomé                                                                | Togo                                                                | 1 – 4                                                               | Algeria                                                             | Qual. Coppa d'Africa 2019                                           | -                                                                   | 80’                                                                 |
| 6-9-2019                                                            | Moroni                                                              | Comore                                                              | 1 – 1                                                               | Togo                                                                | Qual. Mondiali 2022                                                 | -                                                                   | 87’                                                                 |
| 10-9-2019                                                           | Lomé                                                                | Togo                                                                | 2 – 0                                                               | Comore                                                              | Qual. Mondiali 2022                                                 | -                                                                   | 88’                                                                 |
| 10-10-2019                                                          | Fos-sur-Mer                                                         | Capo Verde                                                          | 2 – 1                                                               | Togo                                                                | Amichevole                                                          | -                                                                   | 46’                                                                 |
| 13-10-2019                                                          | Salon-de-Provence                                                   | Togo                                                                | 1 – 1                                                               | Guinea Equatoriale                                                  | Amichevole                                                          | -                                                                   | 58’                                                                 |
| 14-11-2019                                                          | Lomé                                                                | Togo                                                                | 0 – 1                                                               | Comore                                                              | Qual. Coppa d'Africa 2021                                           | -                                                                   | 73’                                                                 |
| 18-11-2019                                                          | Nairobi                                                             | Kenya                                                               | 0 – 1                                                               | Togo                                                                | Qual. Coppa d'Africa 2021                                           | -                                                                   | 60’                                                                 |
| 12-10-2020                                                          | Tunisi                                                              | Sudan                                                               | 1 – 1                                                               | Togo                                                                | Amichevole                                                          | -                                                                   | 46’                                                                 |
| 14-11-2020                                                          | Il Cairo                                                            | Egitto                                                              | 1 – 0                                                               | Togo                                                                | Qual. Coppa d'Africa 2021                                           | -                                                                   | 88’                                                                 |
| 17-11-2020                                                          | Lomé                                                                | Togo                                                                | 1 – 3                                                               | Egitto                                                              | Qual. Coppa d'Africa 2021                                           | -                                                                   | 64’                                                                 |
| 1-9-2021                                                            | Thiès                                                               | Senegal                                                             | 2 – 0                                                               | Togo                                                                | Qual. Mondiali 2022                                                 | -                                                                   | 80’                                                                 |
| 5-9-2021                                                            | Lomé                                                                | Togo                                                                | 0 – 1                                                               | Namibia                                                             | Qual. Mondiali 2022                                                 | -                                                                   | 71’                                                                 |
| 12-10-2021                                                          | Brazzaville                                                         | Rep. del Congo                                                      | 1 – 2                                                               | Togo                                                                | Qual. Mondiali 2022                                                 | 1                                                                   | 66’                                                                 |
| 11-11-2021                                                          | Lomé                                                                | Togo                                                                | 1 – 1                                                               | Senegal                                                             | Qual. Mondiali 2022                                                 | -                                                                   | 76’                                                                 |
| 15-11-2021                                                          | Soweto                                                              | Namibia                                                             | 0 – 1                                                               | Togo                                                                | Qual. Mondiali 2022                                                 | -                                                                   | 66’                                                                 |
| 24-3-2022                                                           | Aksu                                                                | Togo                                                                | 3 – 0                                                               | Sierra Leone                                                        | Amichevole                                                          | -                                                                   | 46’                                                                 |
| 29-3-2022                                                           | Aksu                                                                | Togo                                                                | 1 – 1                                                               | Benin                                                               | Amichevole                                                          | -                                                                   | 46’ 65’                                                             |
| 3-6-2022                                                            | Lomé                                                                | Togo                                                                | 2 – 2                                                               | eSwatini                                                            | Qual. Coppa d'Africa 2023                                           | -                                                                   | 89’                                                                 |
| 7-6-2022                                                            | Marrakech                                                           | Capo Verde                                                          | 2 – 0                                                               | Togo                                                                | Qual. Coppa d'Africa 2023                                           | -                                                                   | 77’                                                                 |
| 24-3-2023                                                           | Marrakech                                                           | Burkina Faso                                                        | 1 – 0                                                               | Togo                                                                | Qual. Coppa d'Africa 2023                                           | -                                                                   | 71’                                                                 |
| 14-6-2023                                                           | Johannesburg                                                        | Togo                                                                | 2 – 0                                                               | Lesotho                                                             | Amichevole                                                          | 1                                                                   | 80’                                                                 |
| 18-6-2023                                                           | Cape Town                                                           | eSwatini                                                            | 0 – 2                                                               | Togo                                                                | Qual. Coppa d'Africa 2023                                           | 1                                                                   | 70’                                                                 |
| 10-9-2023                                                           | Lome                                                                | Togo                                                                | 3 – 2                                                               | Capo Verde                                                          | Qual. Coppa d'Africa 2023                                           | 2                                                                   |                                                                     |
| 16-11-2023                                                          | Benghazi                                                            | Sudan                                                               | 1 – 1                                                               | Togo                                                                | Qual. Mondiali 2026                                                 | 1                                                                   | 86’                                                                 |
| 21-11-2023                                                          | Lome                                                                | Togo                                                                | 1 – 1                                                               | Senegal                                                             | Qual. Mondiali 2026                                                 | -                                                                   | 75’                                                                 |
| 22-3-2024                                                           | Mohammedia                                                          | Niger                                                               | 1 – 2                                                               | Togo                                                                | Amichevole                                                          | -                                                                   |                                                                     |
| 26-3-2024                                                           | Casablanca                                                          | Libia                                                               | 1 – 1                                                               | Togo                                                                | Amichevole                                                          | -                                                                   | 71’                                                                 |
| 5-6-2024                                                            | Lomé                                                                | Togo                                                                | 1 – 1                                                               | Sudan del Sud                                                       | Qual. Mondiali 2026                                                 | -                                                                   |                                                                     |
| 9-6-2024                                                            | Kinshasa                                                            | RD del Congo                                                        | 1 – 0                                                               | Togo                                                                | Qual. Mondiali 2026                                                 | -                                                                   | 46’                                                                 |
| 6-9-2024                                                            | Lomé                                                                | Togo                                                                | 1 – 1                                                               | Liberia                                                             | Qual. Coppa d'Africa 2025                                           | 1                                                                   | 80’                                                                 |
| 9-9-2024                                                            | Malabo                                                              | Guinea Equatoriale                                                  | 2 – 2                                                               | Togo                                                                | Qual. Coppa d'Africa 2025                                           | -                                                                   | 73’                                                                 |
| 10-10-2024                                                          | Annaba                                                              | Algeria                                                             | 5 – 1                                                               | Togo                                                                | Qual. Coppa d'Africa 2025                                           | -                                                                   |                                                                     |
| 14-10-2024                                                          | Lomé                                                                | Togo                                                                | 0 – 1                                                               | Algeria                                                             | Qual. Coppa d'Africa 2025                                           | -                                                                   |                                                                     |
| 13-11-2024                                                          | Monrovia                                                            | Liberia                                                             | 1 – 0                                                               | Togo                                                                | Qual. Coppa d'Africa 2025                                           | -                                                                   | 77’                                                                 |
| 17-11-2024                                                          | Lomé                                                                | Togo                                                                | 3 – 0                                                               | Guinea Equatoriale                                                  | Qual. Coppa d'Africa 2025                                           | 1                                                                   | 82’                                                                 |
| 22-3-2025                                                           | Lomé                                                                | Togo                                                                | 2 – 2                                                               | Mauritania                                                          | Qual. Mondiali 2026                                                 | 1                                                                   |                                                                     |
| 25-3-2025                                                           | Dakar                                                               | Senegal                                                             | 2 – 0                                                               | Togo                                                                | Qual. Mondiali 2026                                                 | -                                                                   |                                                                     |
| Totale                                                              |                                                                     | Presenze                                                            | 40                                                                  |                                                                     | Reti                                                                | 10                                                                  |                                                                     |

## Palmarès

### Individuale
- Capocannoniere del campionato belga: 1

2023-2024 (27 reti)